# Ӏ
Ӏ, ӏ (conhecido como palotchka ou páločka, do russo па́лочка, "bastão") é uma letra que é acrescentada ao alfabeto cirílico quando ele é utilizado por diversas línguas caucasianas, como o abaza, adigue, avar, checheno, dargínica, inguche, cabardiano, lak, lezgui e o tabassarã (uma exceção é o abecásia, que não usa o palotchka).
O palotchka normalmente não tem um valor independente fonético, porém é utilizado para modificar a leitura da letra que o antecede; ele indica que a consoante imediatamente anterior a ele é uma ejetiva. Um exemplo é o avar кӀалъазе (AFI: [kʼaˈɬaze]), "falar".
Em alguns dos idiomas que usam o palotchka, como o ádigue, o cabardiano, o checheno e o inguche, ele também funciona como oclusiva glotal. Um exemplo pode ser visto no cabardiano елъэӀуащ (AFI: [jaɬaˈʔʷaːɕ]), "ele pediu algo a ela") No checheno o palotchka representa a fricativa faringal sonora (ʕ).
Seu formato é praticamente idêntico ao do I maiúsculo do alfabeto latino e do I ucraniano maiúsculo. Até meados da primeira década do século XXI o palotchka não estava presente na maior parte dos padrões de teclados e fontes, e por isso costumava ser substituído pelas letras latinas I ou l, ou até mesmo pelo dígito 1. Nos tempos das máquinas datilográficas esta letra era substituída pelo numeral romano I, que era incluído nas máquinas que usavam o cirílico para ser utilizado em datas (ex.: 25.XII.1953 г.).